# Howmore Parish Church

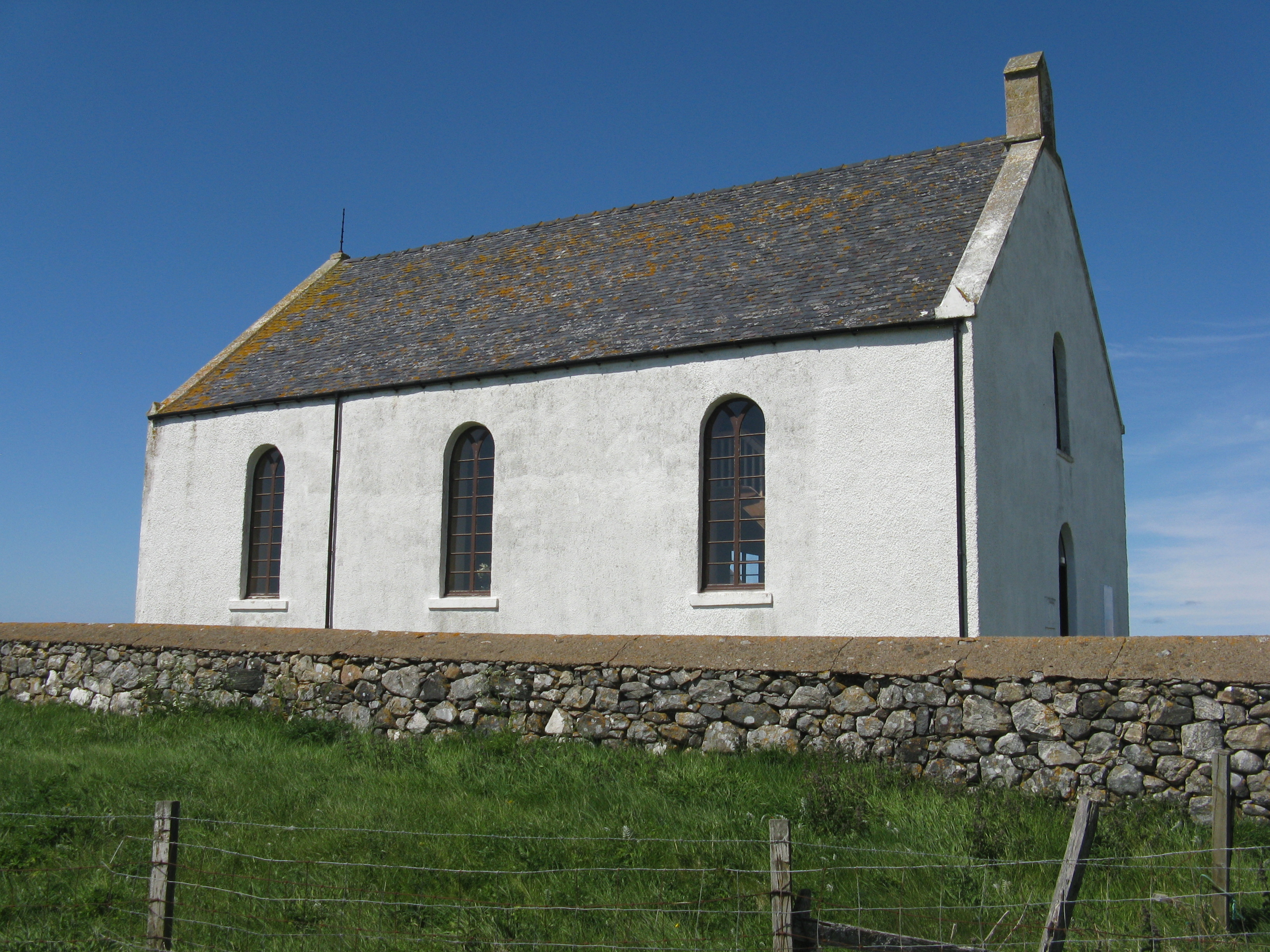
Howmore Parish Church

Die Howmore Parish Church ist eine Pfarrkirche der presbyterianischen Church of Scotland auf der schottischen Hebrideninsel South Uist. 1971 wurde das Gebäude in die schottischen Denkmallisten in der Kategorie B aufgenommen.

## Geschichte

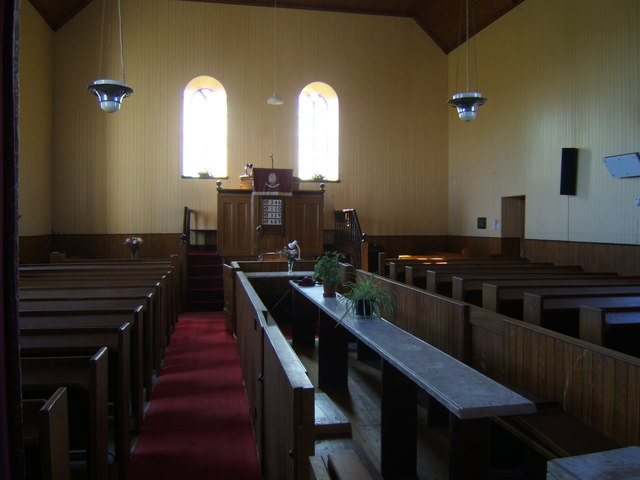
Abendmahltisch

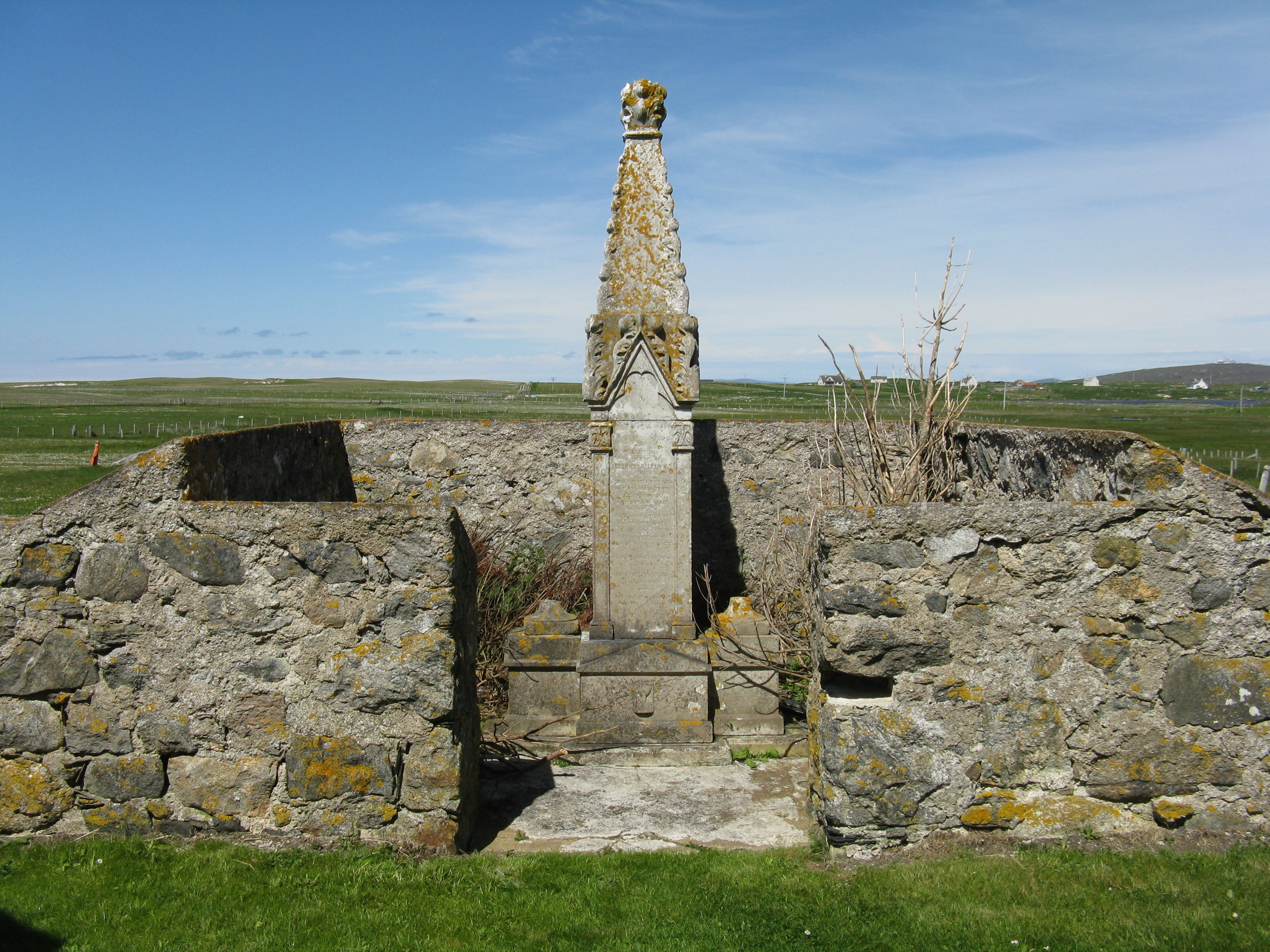
Monument Roderick McLeans

Die Kirchengeschichte Howmores reicht bis in das 7. Jahrhundert zurück. Die schottische Reformation erreichte die römisch-katholisch geprägten Äußere Hebriden erst spät. Auf die Vertreibung eines Teils der Inselbevölkerung und der späteren Immigration aus reformierten Regionen Schottlands folgte der Bedarf eine reformierte Kirche einzurichten. 1837 wurde ein Entwurf erstellt, der aufgrund der als zu hoch angesehenen Baukosten in Höhe von 850 £ abgelehnt wurde. Im selben Jahr erfolgte der Entscheid einen Entwurf des in Edinburgh ansässigen Architekten Archibald Scott auszuführen. Dieser schätzte die Baukosten auf rund 710 £. Die Howmore Parish Church wurde schließlich erst 1859 errichtet. Damit handelt es sich um das älteste reformierte Kirchengebäude auf South Uist. 1978 erfolgte die Fusion der Kirchengemeinde mit der Nachbargemeinde der Daliburgh Church. Erneut 2014 fusionierte die Gemeinde mit der Kirchengemeinde der Barra Parish Church auf der Nachbarinsel Barra. Der Geistliche der gemeinsamen Pfarrstelle wohnt auf Barra. 2019 wurden 20.000 £ zur Restaurierung und Modernisierung der Kirche zur Verfügung gestellt.

## Beschreibung
Die Kirche befindet sich am Westrand des Weilers Howmore nahe der Westküste South Uists. Ein kurzes Stück östlich steht das denkmalgeschützte Cottage 153 Howmore. Die schlicht ausgestaltete Saalkirche ist drei Achsen weit. Ihre Fassaden sind mit Harl verputzt. Sämtliche Gebäudeöffnungen, die hohen Fenster sowie das Portal, sind rundbogig ausgeführt. Das abschließende Satteldach ist schiefergedeckt. Auf dem Ostgiebel sitzt ein kleiner Dachreiter. An der Nordseite setzen sich die ehemalige Sakristei und ein neuerer Gemeindesaal fort.
Zur Bauzeit besaßen presbyterianische Kirchen in Schottland regelmäßig einen langen, zentralen Abendmahlstisch, der zwischenzeitlich jedoch meist durch einen kleinen Tisch im Altarraum ersetzt wurde. Der ursprüngliche Tisch ist in der Howmore Parish Church erhalten geblieben. Die Galerie an der Westseite ruht auf zwei schlichten Pfeilern.
An der Nordseite der Umfriedungsmauer befindet sich das neogotisch ausgestaltete Monument von Roderick McLean, das 1861 eingerichtet wurde.